# Numismatica

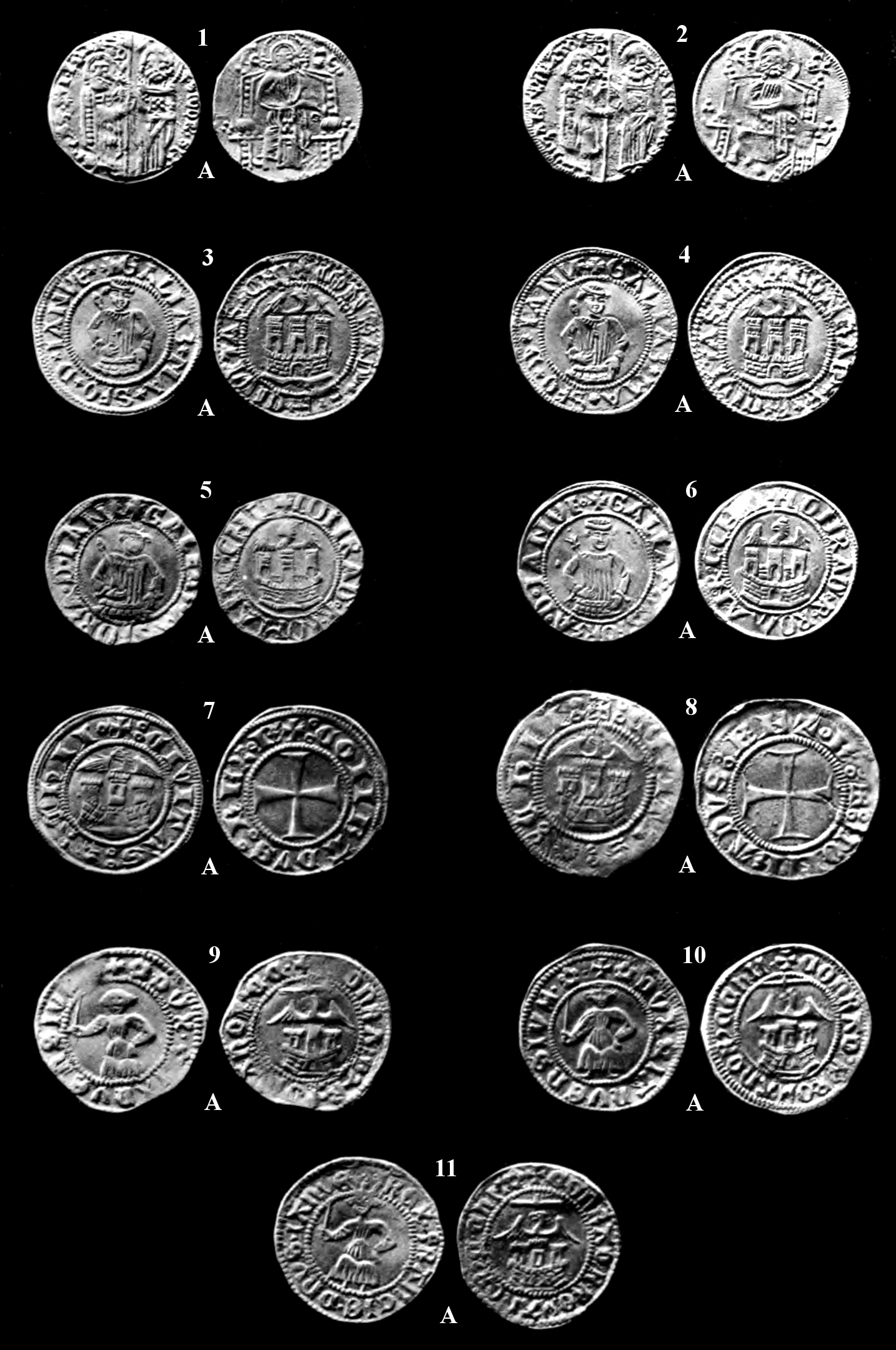
Tavola tratta da Rivista italiana di numismatica del 1888

La numismatica (dal latino numisma, a sua volta dal greco antico νόμισμα?, nomisma, "moneta") è lo studio scientifico della moneta e della sua storia, in tutte le sue varie forme, dal punto di vista storico-geografico, artistico ed economico. Spesso anche il collezionismo di monete e cartamoneta viene denominato numismatica.

## Generalità
L'oggetto più importante della numismatica è la moneta. Ma questa scienza si interessa anche di altre forme di denaro, come le banconote, i mezzi di pagamento pre-monetari e gli oggetti a forma di moneta, come medaglie, medaglioni, gettoni e, talvolta, medagliette religiose o placchette.
La numismatica può anche includere lo studio di molti differenti aspetti legati a monete, compresa la storia, geografia, economia, metallurgia, uso e processi di produzione.
Tra gli altri metodi di pagamento oggetto di studio e collezionismo si possono elencare assegni, banconote, carta moneta, certificati bancari (scripofilia) e carte di credito.
Per epoche in cui esistono poche fonti scritte, le monete hanno un elevato valore come fonti sia per la cronologia che per la storia delle scienze, della cultura e dell'economia. Ciò si applica in particolare alle antichità greche e romane, ma anche per le aree al di fuori delle antiche culture del Mediterraneo (ad esempio per gli imperi dei Parti e degli Sciti) nonché per il primo e per l'Alto Medioevo.
Per questi periodi i rinvenimenti monetari, (cioè le monete che vengono trovate in una sepoltura assieme ad altri oggetti o in qualche tesoro) sono importanti non solo per facilitare la datazione, ma anche come fonti storiche (studio dei flussi monetari, uso delle raffigurazioni come fonti iconografiche delle sembianze di personaggi, di monumenti perduti o d'altro, ecc.). Si è sviluppata una vera e propria numismatica dei ritrovamenti, che costituisce attualmente la parte più dinamica e metodologicamente più innovativa di questa scienza.
A partire dal Medioevo, con l'incremento della frequenza delle fonti scritte, la numismatica è particolarmente legata con la storia del denaro, cui dà basi sia storiche che economiche. Nei periodi più recenti, con il forte aumento dell'importanza del denaro monetato, la numismatica diviene un punto fermo nella storia dell'economia.
Oltre ad una disciplina ancillare altamente specializzata della storia e della archeologia, la numismatica ha anche numerose connessioni con discipline vicine come la storia economica, la storia sociale, la storia dell'arte o l'onomastica.

## Metodi
I metodi della numismatica, nel senso più stretto, sono essenzialmente legati all'oggetto–moneta. Altri principi metodologici derivano dai problemi della storia del denaro.
Le monete sono un prodotto di massa, con la stessa forma, eseguito in grande numero; tuttavia ogni singola moneta, anche a causa dei metodi di coniazione, è un individuo con caratteristiche speciali (errori di coniazione, varianti nel risultato e nei materiali, irregolarità).
Il più importante metodo numismatico, che serve alla ricostruzione della sequenza produttiva, è la analisi dei conii. Si basa sull'osservazione, che ogni moneta (a due facce) è formata da un conio di incudine (al diritto) e da un conio di martello (al rovescio). I due conii, che nella monetazione martellata sono distinti in conio superiore – o conio di martello – o conio inferiore – e d'incudine – si usurano in tempi diversi. Il conio di martello deve essere sostituito più frequentemente di quello di incudine. Ciò porta alle cosiddette "combinazioni di conii"; le diverse combinazioni formano una catena di conii che corrisponde alla sequenza temporale con cui i singoli conii sono stati prodotti ed usati. L'analisi dei conii venne usata per la prima volta nel XIX secolo ed introdotta nella numismatica greca da Friedrich Imhoof-Blumer.
Altri importanti metodi per determinare la cronologia reciproca o la contemporaneità sono lo studio della tipologia e l'analisi dello stile. I limiti di questi metodi si trovano nel fatto che solo un numero infinitamente piccolo delle monete originariamente coniate è sopravvissuto. Stime basate sui rinvenimenti monetari lasciano assumere che oggi abbiamo a disposizione non più dell'uno per mille delle monete originariamente battute, tra cui quelle in condizioni ottimali di lettura sono un numero ancora molto inferiore.
Un altro ruolo importante lo giocano ora anche le ricerche scientifiche come l'analisi dei metalli, che dà indicazioni sulla provenienza dei metalli monetari, ma che possono anche dare risposte a problemi di politica monetaria (variazioni del titolo di purezza dei metalli nel quadro di una svalutazione).
La numismatica dei ritrovamenti si occupa meno della singola moneta e più con gruppi di monete che costituiscono le varie categorie di ritrovamenti monetari. Esamina la distribuzione nel territorio dei vari tipi di monete tenendo presente i problemi del corso delle monete, la storia dell'economia, dei traffici e dei commerci (area dei mercati, percorsi delle merci e dei commerci).

## Ricerca e insegnamento
La numismatica è una tipica scienza da museo (Bernd Kluge), giacché lavori significativi sono per lo più possibili solo presso le fonti materiali, cioè le monete. Le grandi collezioni numismatiche pubbliche sono state perciò anche centri di ricerca e sono tuttora i promotori di grandi opere di catalogazione e di compendi. Tra le più importanti collezioni numismatiche, ci sono quelle di Parigi (Biblioteca Nazionale), Londra (British Museum), New York (American Numismatic Society), Berlino (Münzkabinett), il gabinetto numismatico al Kunsthistorisches Museum di Vienna, e in Italia l'ex collezione reale di Vittorio Emanuele III, che venne detto il "re numismatico", poi donata allo Stato italiano e oggi esposta a Roma, nel Palazzo Massimo alle Terme.
La numismatica non lavora intensivamente solo nei musei: la sua stessa genesi è legata al mondo del collezionismo che tutt'oggi riveste un ruolo fondamentale nell'ambito dello studio. I collezionisti stessi sono talvolta tra i migliori conoscitori dei loro rispettivi ambiti d'interesse e collaborano con importanti contributi alla ricerca, in forma di studi dettagliati o di cataloghi al progresso scientifico della materia. Nel sistema della formazione universitaria la numismatica è inserita tra le scienze ausiliarie della Storia e dell'Archeologia e in particolare opera essenzialmente nel campo della storia delle antichità classiche.

## Storia

### Inizi
Se dobbiamo credere alle descrizioni dello storico romano Svetonio (70-140 d.C.), l'imperatore Augusto è stato uno dei primi a collezionare "monete reali e straniere" più di 2000 anni fa.
Sono riportati altri casi di collezioni e collezionisti nel periodo romano; a differenza di altre opere d'arte, nella collezione di monete il centro dell'attenzione non era sempre l'aspetto estetico.
I primi tentativi ad occuparsi scientificamente delle monete si datano al XIV e XV secolo. Proprio in questo periodo compare un approccio scientifico con cui per primi Giovanni de Matociis e Francesco Petrarca affronteranno per la prima volta lo studio della moneta in senso moderno e con metodo storiografico.
A partire dal rinascimento, all'interno di molte delle maggiori corti europee, nasceranno le collezioni numismatiche che in seguito confluiranno spesso nei grandi monetieri e ai gabinetti numismatici pubblici.

### Sviluppo
Alla fine del XVIII secolo, si colloca la figura di Joseph Hilarius Eckhel, considerato il fondatore della numismatica come scienza. A cui vanno aggiunti, sempre dello stesso secolo, gli italiani Ludovico Antonio Muratori e Filippo Argelati.
Il XIX secolo fu il più fecondo nella strutturazione delle collezioni nazionali e nella pubblicazione dei cataloghi. Theodor Mommsen supportò l'idea di un corpus generale di tutte le monete greche di tutte le collezioni, un'idea che non è ancora possibile realizzare.
Nel 1931 la British Academy lanciò l'idea della Sylloge una sistematica serie di pubblicazioni delle singole collezioni di monete greche, in ordine di zecca e con la foto di ogni singola moneta. Sono già apparse un centinaio di volumi in molti paesi. L'idea è stata ripresa dagli studiosi della Gran Bretagna medievale e nel 1993 dagli esperti di numismatica Islamica.
Nel XX secolo si rafforzò sempre più la consapevolezze dell'importanza delle monete come oggetti archeologici. Dopo la Seconda guerra mondiale in Germania è stato lanciato il progetto "Fundmünzen der Antike (Ritrovamenti monetari dell'antichità)", per registrare ogni ritrovamento effettuato in Germania. Questa idea ha trovato seguaci in molti paesi.

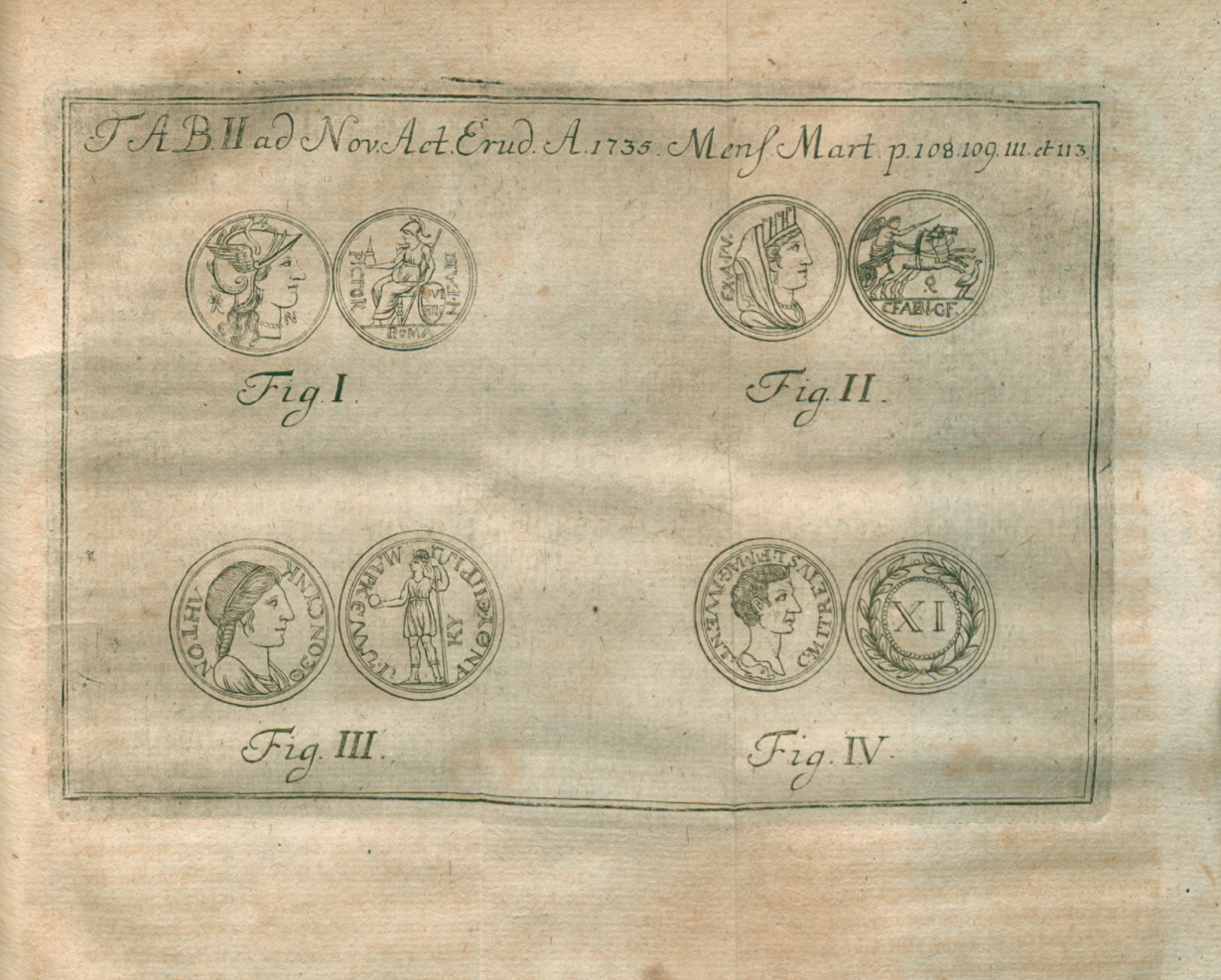
Tavola illustrata pubblicata negli Acta Eruditorum del 1735 a complemento della recensione all'opera di Andreas Morell Thesaurus morellianus, sive familiarum romanarum numismata omnia...

## Classificazione

### Tradizione occidentale
Dal punto di vista storico, nella numismatica occidentale possono essere riconosciuti alcuni grandi periodi:
- numismatica antica
  - monetazione greca
    - monetazione greca arcaica
    - monetazione greca classica

  - monetazione italiana antica
  - monetazione ellenistica
  - monetazione romana
    - monetazione romana repubblicana
    - monetazione imperatoriale
    - monetazione imperiale
    - monetazione provinciale

  - monetazione bizantina
- monetazione medievale
- monetazione moderna
- monetazione contemporanea

### Tradizione orientale
- monetazione musulmana
- monetazione indiana
- monetazione cinese

### Numismatica e archeologia
- Alberto Martín Esquivel, Antonio F. Ferrandes e Giacomo Pardini, Archeonumismatica. Analisi e studio dei reperti monetali da contesti pluristratificati, collana Workshop Internazionale di Numismatica, 2, Roma, Quasar, 2023, ISBN 978-88-5491-198-7.
- Giacomo Pardini, Nicola Parise e Flavia Marani, Numismatica e Archeologia. Monete, stratigrafie e contesti. Dati a confronto, collana Workshop Internazionale di Numismatica, 1, Roma, Quasar, 2018, ISBN 978-88-7140-809-5.

### Lessici
- Jean Belaubre, Dictionaire de Numismatique médiévale occidentale, Parigi, Léopard d'Or, 1996, ISBN 2-86377-121-3.
- (DE) Konrad Klütz, Münznamen und ihre Herkunft, Vienna, moneytrend Verlag, 2004, ISBN 3-9501620-3-8.
- Edoardo Martinori, La moneta - Vocabolario generale, Roma, Istituto italiano di numismatica, MCMXV (1915).
- Friedrich v. Schrötter (a cura di): Wörterbuch der Münzkunde, Berlino, 1970 (Ristampa dell'originale del 1930).
- Michael North (a cura di): Von Aktie bis Zoll: Ein historisches Lexikon des Geldes, Monaco, 1995. ISBN 3-406-38544-3
- Michel Amandry (a cura di): Dictionnaire de numismatique, Parigi, 2001. ISBN 2-03-505076-6